# Giulia Viacava
Giulia Viacava (Genova, 1º settembre 1994) è una pallanuotista italiana, difensore dell'Orizzonte Catania e della Nazionale Italiana.

## Carriera
Convocata dalla nazionale italiana a partire dal 2019, tra il 2022 ed il 2023 fa parte della squadra che si aggiudica il bronzo sia agli Europei di Spalato, sia ai mondiali di Fukuoka.

## Palmarès

### Club
- Campionato italiano: 5

Orizzonte Catania: 2020-21, 2021-22, 2022-23, 2023-24, 2024-25
- Coppe Italia: 3

Bogliasco: 2015-16
Orizzonte Catania: 2020-21, 2022-23

### Nazionale
- Mondiali

Fukuoka 2023: 
- Europei

Spalato 2022: 
- World League

Budapest 2019: 